# Творойрі (футбольний клуб)
ТБ Творойрі (фар. Tvøroyrar Bóltfelag) — фарерський футбольний клуб з міста Творойрі. Клуб заснований 13 травня 1892 року.

## Історія
Свій перший чемпіонський титул клуб здобув у 1942 році. За наступні двадцять років «Творойрі» ще двічі виграв першість та чотири рази здобули Кубок Фарерських островів.
З 1962 року у клубу був певний спад і наступні перемоги «Творойрі» здобув наприкінці 70-их років здобувши два чемпіонські титули та один кубок.
У 1987 році клуб востаннє виграв першість Фарерських островів.
15 грудня 2016 три клуби острова Сувурой об'єднались в один новий клуб з 2017 року. Клуб отримав потрійну назву «ТБ/ФКС/Ройн». Через два роки три клуби припинили співпрацю, після чого «Творойрі» отримав право повернутись до найвищого дивізіону з 2019 року.

## Досягнення
Чемпіон Фарерських островів: 7
- 1943, 1949, 1951, 1976, 1977, 1980, 1987

Володар кубка Фарерських островів: 5
- 1956, 1958, 1960, 1961, 1977